# Aphelocephala pectoralis
Il facciabianca pettocastano (Aphelocephala pectoralis (Gould, 1871)) è un uccello passeriforme della famiglia Acanthizidae, endemico dell'Australia.

## Descrizione

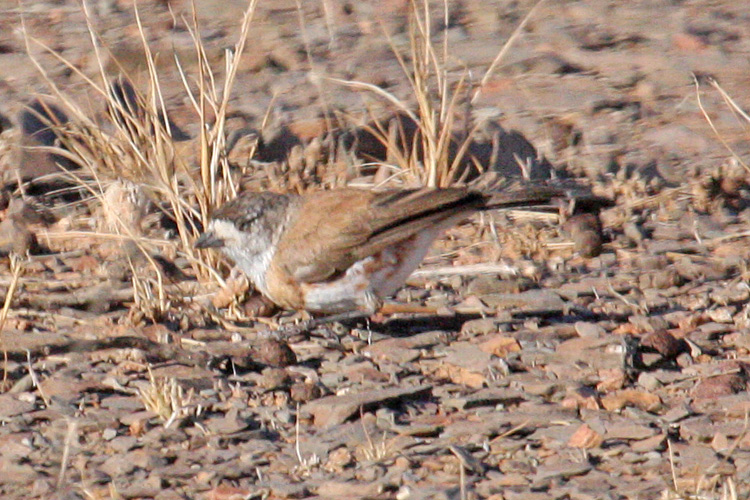

È un piccolo passeraceo che raggiunge una lunghezza di 11 cm e un peso di 9 g.

## Biologia
Aphelocephala pectoralis si nutre di semi e piccoli artropodi che cerca sul terreno.

## Distribuzione e habitat
L'areale di questa specie è ristretto alla parte centro-settentrionale dell'Australia Meridionale.
Lo si trova più frequentemente in ambienti aperti, in prossimità dei corsi d'acqua temporanei, su terreni pietrosi ricoperti da arbusti della famiglia Chenopodiaceae.